# Kampen, Nederländerna
Kampen är en stad och kommun i provinsen Overijssel i Nederländerna. Kommunens totala area är 161,79 km² (varav 19,61 km² är vatten) och invånarantalet är på 54 474 invånare (2021).
Kampen tillhörde Hansan och hade sin blomstringstid på 1400-talet men gick sedan tillbaka på grund av Ijsselmynningens igensandning. Staden har en av de mest välbevarade gamla stadskärnorna i Nederländerna. Däribland delar av den gamla stadsmuren och tre stadsportar, dessutom stadsrådhuset (byggt 1543) och Sankt Nikolaikyrkan (byggd från 1300- till 1500-talet i gotik). Staden var tidigare känd för sitt prästseminarium, en krigsskola samt cigarr- och maskinindustri.